# Gregório de Langres
Gregório de Langres, também chamado de Gregório de Autun, foi um prelado galo-romano, nascido por volta de 446, conde de Autun, em Saone-et-Loire então viúvo, por volta de 500, torna-se bispo de Langres, de 506 até sua morte em 539.
Descendente de uma rica família de senadores, foi conde e governador de Autun e Autunois. Após a morte de seu tio Attale, conde de Autun, ele assumiu o comando do condado. A história guarda a memória de um homem firme e severo, mas justo. Ele era implacável com covardes e bandidos, gentil e gentil com pessoas boas. Sabemos de dois filhos de sua união com Armentaire (Armentaria), filha de Armentarius, senador de Lyon. Um se chama Tétrico e será seu sucessor na Sé Episcopal de Langres.
O segundo filho também chamado Gregório, será o avô do famoso Gregório de Tours.
Uma vez viúvo, ele vai para as ordens. O cronista nos conta que foi eleito em 506 pelo clero e pelos fiéis de Langres para a sé episcopal. É nesta data que fundou a abadia Saint-Bénigne de Dijon e colocou as relíquias deste apóstolo da Borgonha na basílica. Ele mandou chamar religiosos e os deu ao abade Eustade. Ele foi um pastor exemplar, entregando-se à abstinência com grande rigor, comendo apenas pão feito com cevada, usando apenas água diluída em água e passando longas horas em oração. Viver "como um anacoreta no meio do mundo", segundo Gregório de Tours, seu bisneto.
Fez viagens frequentes a Dijon, que na época dependia da diocese de Langres. Ele morava perto do batistério de São Vicente, perto da igreja de Saint-Etienne. Era um lugar com muitas relíquias, para onde vinha rezar à noite. A lenda nos conta que um dos clérigos que o observava um dia viu os santos reverenciados vindo cantar e glorificar a Deus com ele. São Benigne o teria informado de que estava muito triste por seu culto ter sido abandonado. Ele imediatamente renova o santuário do mártir.
Foi nessa época que Sigo, que seria canonizado com o nome de São Sena, veio para a Abadia de Reome, sob a direção espiritual de João de Reome.

Mandou traduzir as relíquias de São Bénigne e construir a igreja e a abadia de Saint-Bénigne de Dijon, que servem de tumba.